# Київське юридичне товариство
Київське юридичне товариство — громадське об'єднання, утворене при Київському університеті св. Володимира у 1877 році. Мета — організація досліджень у галузі вітчизняного права, налагодження зв'язків між юристами, обговорення наукових праць тощо. Членами товариства могли бути особи з вищою юридичною освітою, відомі правознавчими публікаціями, або ж такі, що «належали до судового відомства».
У своїй діяльності товариство керувалося статутом, затвердженим міністром народної освіти 30 жовтня 1876 року. Товариство щорічно видавало збірник «Труды Киевского юридического общества, состоящего при Императорском университете св. Владимира». 
Київське юридичне товариство припинило свою діяльність у 1917 році після розпаду Російської імперії.
У період Української народної республіки традиції та дослідницьку діяльність Київського юридичного товариства продовжило, створене у 1917 році за підтримки Центральної Ради, Українське правниче товариство, але воно припинило своє існування після ліквідації УНР.